# ニコライア (小惑星)
ニコライア (843 Nicolaia) は、小惑星帯（メインベルト）にある小惑星である。
1816年9月30日にデンマーク生まれの天文学者ホルガー・ティエレがハンブルク近郊のベルゲドルフ天文台で発見した。
発見者の父親で数学者、天文学者のトルバルド・ニコライ・ティエレのミドルネームから命名された。